# Манн, Эйми
Эйми Манн (англ. Aimee Mann; род. 8 сентября 1960) — американская кантри-рок-исполнительница, участница The Young Snakes и 'Til Tuesday.

## Биография
Эйми Манн родилась в Ричмонде, штат Виргиния, детство провела в городе Бон Эйр, в округе Честерфилд. Окончила музыкальный колледж Беркли в Бостоне, после чего присоединилась к панк-рок-группе The Young Snakes. В 1982 году коллектив выпустил свою единственную запись — мини-альбом Bark Along with The Young Snakes. В 1983 году Эйми вместе со своим одногруппником по Беркли Майклом Хаусманом основала нью-вейв-группу 'Til Tuesday.
В 1985 году музыканты выпустили свой дебютный альбом Voices Carry. Видеоклип на одноимённую песню получил премию MTV Video Music Awards за лучшее видео дебютанта. Год спустя вышел второй альбом, Welcome Home, а в 1988 — третий и последний, Everything’s Different Now. В 1986 году Эйми принимала участие в записи альбома Hold Your Fire группы Rush, где исполнила бэк-вокал в песнях «Open Secrets» и «Time Stand Still», её также можно увидеть на видео к последней. Кроме того, смех Манн можно услышать в начале «Force Ten», также реверсный семпл её вокала использовался в треке «Tai Shan». В 1990 году Манн оставила группу, начав сольную карьеру.
Дебютный сольный альбом Эйми под названием Whatever был издан в 1993 году. Коммерческий успех записи был весьма скромным, но она заслужила единодушное одобрение критиков. Альбом 1995 года I’m with Stupid в целом повторил судьбу своего предшественника. В 1997 году исполнительница вышла замуж за автора-исполнителя Майкла Пенна, старшего брата актёров Шона и Криса Пенна.
В 1999 году Эйми Манн записала саундтрек для фильма Пола Томаса Андерсона «Магнолия». Его ключевая песня «Save Me» была номинирована на премии «Грэмми» и «Оскар». В конце десятилетия исполнительница создала собственный лейбл SuperEgo Records. Первым альбомом, выпущенным на нём, стал Bachelor No. 2 or, the Last Remains of the Dodo, включающий несколько песен с Magnolia и новый студийный материал.
Четвёртый альбом Эйми, Lost in Space, был издан в 2002 году. Три года спустя вышел концептуальный The Forgotten Arm, рассказывающий историю двух скитающихся влюблённых. В 2006 году был выпущен праздничный альбом One More Drifter in the Snow, содержащий кавер-версии традиционных рождественских песен.
Седьмой альбом Манн @#%&*! Smilers, выпущенный в 2008 году, был не только положительно встречен критикой, но и достиг 2-й строчки в хит-параде Independent Albums. В 2011 году Эйми, наряду с Томом Уэйтсом и Оззи Осборном, вошла в состав жюри 10-й ежегодной церемонии Independent Music Awards. В 2012 году вышел альбом Charmer, и в 2017 вышел последний на сегодняшний день альбом исполнительницы, Mental Illness.

## Дискография
- 1993 — Whatever
- 1995 — I’m with Stupid
- 2000 — Bachelor No. 2 or, the Last Remains of the Dodo
- 2002 — Lost in Space
- 2005 — The Forgotten Arm
- 2006 — One More Drifter in the Snow
- 2008 — @#%&*! Smilers
- 2012 — Charmer
- 2017 — Mental Illness